# Regering-Thorn-Vouel-Berg
De Regering-Thon-Vouel was van 15 juli 1974 tot 21 juli 1976 aan de macht in het Groothertogdom Luxemburg.
- De liberale Demokratesch Partei (DP) van Gaston Thorn was de grote winnaar van de parlementsverkiezingen van 26 mei 1974. Gaston Thorn vormde een kabinet van DP en de Lëtzebuerger Sozialistesch Aarbechterpartei (LSAP) van Raymond Vouel. Gaston Thorn werd President van de Regering (dit wil zeggen premier) en Raymond Vouel werd Vicepremier.

## Samenstelling
|  | Gaston Thorn    | President van de Regering, minister van Buitenlandse Handel en Sport                          | DP   |
|  | Raymond Vouel   | Vicepremier en minister van Financiën                                                         | LSAP |
|  | Marcel Mart     | Minister van Economische Zaken, Middenstand, Toerisme, Transport en Energie                   | DP   |
|  | Emile Krieps    | Minister van Volksgezondheid, Milieu, Openbare Dienstverlening en het Leger                   | DP   |
|  | Joseph Wohlfart | Minister van Binnenlandse Zaken                                                               | LSAP |
|  | Robert Krieps   | Minister van Onderwijs, Justitie en Cultuur                                                   | LSAP |
|  | Jean Hamilius   | Minister van Landbouw, Wijnbouw en Openbare Werken                                            | DP   |
|  | Benny Berg      | Minister van Arbeid, Sociale Verzekering, Familie, Sociale Woningbouw en Sociale Solidariteit | LSAP |
|  | Albert Berchem  | Staatssecretaris van Landbouw en Wijnbouw                                                     | DP   |
|  | Guy Linster     | Staatssecretaris van Onderwijs                                                                | LSAP |
|  |                 |                                                                                               |      |

De Regering-Thorn-Berg was van 21 juli 1976 tot 16 juli 1979 aan de macht in het Groothertogdom Luxemburg.
- Als gevolg van het aftreden van vicepremier Raymond Vouel op 16 juli 1976 (hij werd lid van de Europese Commissie) kwam er een vroegtijdig einde aan de Regering-Thorn-Vouel. President van de Regering (dit wil zeggen premier) Gaston Thorn van de Demokratesch Partei (DP) vormde een nieuw kabinet van DP en de Lëtzebuerger Sozialistesch Aarbechterpartei (LSAP). Thorn bleef premier en Benny Berg van de LSAP werd Vicepremier.
- De parlementsverkiezingen van 10 juni 1979 maakte een einde aan de coalitie van DP en LSAP. De verkiezingen werden gewonnen door de Chrëschtlech Sozial Vollekspartei van Pierre Werner, die al eerder premier was geweest van 1959 tot 1974. Als gevolg van de verkiezingsnederlaag van de LSAP, hadden DP en LSAP geen meerderheid meer in de Kamer van Afgevaardigden (Luxemburgs parlement).

| Persoon                                                  | Persoon                                                  | Ambt | Partij                                                   |                                                          |                                                          |                                                          |                                                          |                                                          |
| Regering-Thorn-Berg I (21 juli 1976 - 16 september 1977) | Regering-Thorn-Berg I (21 juli 1976 - 16 september 1977) | Regering-Thorn-Berg I (21 juli 1976 - 16 september 1977)                                                   | Regering-Thorn-Berg I (21 juli 1976 - 16 september 1977) | Regering-Thorn-Berg I (21 juli 1976 - 16 september 1977) | Regering-Thorn-Berg I (21 juli 1976 - 16 september 1977) | Regering-Thorn-Berg I (21 juli 1976 - 16 september 1977) | Regering-Thorn-Berg I (21 juli 1976 - 16 september 1977) | Regering-Thorn-Berg I (21 juli 1976 - 16 september 1977) |
| -------------------------------------------------------- | -------------------------------------------------------- | --- | -------------------------------------------------------- | -------------------------------------------------------- | -------------------------------------------------------- | -------------------------------------------------------- | -------------------------------------------------------- | -------------------------------------------------------- |
|                                                          | Gaston Thorn                                             | President van de Regering, minister van Buitenlandse Zaken, Buitenlandse Handel en Sport                   | DP                                                       |                                                          |                                                          |                                                          |                                                          |                                                          |
|                                                          | Benny Berg                                               | Vicepremier, minister van Arbeid, Sociale Verzekering, Familie, Sociale Woningbouw en Sociale Solidariteit | LSAP                                                     |                                                          |                                                          |                                                          |                                                          |                                                          |
|                                                          | Marcel Mart                                              | Minister van Economie, Middenstand, Toerisme, Transport en Energie                                         | DP                                                       |                                                          |                                                          |                                                          |                                                          |                                                          |
|                                                          | Emile Krieps                                             | Minister van Volksgezondheid, Milieu, Openbare Dienstverlening en het Leger                                | DP                                                       |                                                          |                                                          |                                                          |                                                          |                                                          |
|                                                          | Robert Krieps                                            | Minister van Onderwijs, Justitie en Cultuur                                                                | LSAP                                                     |                                                          |                                                          |                                                          |                                                          |                                                          |
|                                                          | Jean Hamilius                                            | Minister van Landbouw, Wijnbouw en Openbare Werken                                                         | DP                                                       |                                                          |                                                          |                                                          |                                                          |                                                          |
|                                                          | Jacques Poos                                             | Minister van Financiën                                                                                     | LSAP                                                     |                                                          |                                                          |                                                          |                                                          |                                                          |
|                                                          | Albert Berchem                                           | Staatssecretaris van Landbouw en Wijnbouw                                                                  | DP                                                       |                                                          |                                                          |                                                          |                                                          |                                                          |
|                                                          | Guy Linster                                              | Staatssecretaris van Onderwijs                                                                             | LSAP                                                     |                                                          |                                                          |                                                          |                                                          |                                                          |
|                                                          | Maurice Thoss                                            | Staatssecretaris van Arbeid, Sociale Verzekering, Familie, Sociale Woningbouw en Sociale Solidariteit      |                                                          |                                                          |                                                          |                                                          |                                                          |                                                          |
| Regering-Thorn-Berg II(16 september 1977 - 16 juli 1979) |                                                          | |                                                          |                                                          |                                                          |                                                          |                                                          |                                                          |
|                                                          | Gaston Thorn                                             | President van de Regering, minister van Buitenlandse Zaken, Buitenlandse Handel en Sport                   | DP                                                       |                                                          |                                                          |                                                          |                                                          |                                                          |
|                                                          | Benny Berg                                               | Vicepremier, minister van Arbeid, Sociale Verzekering, Familie, Sociale Woningbouw en Sociale Solidariteit | LSAP                                                     |                                                          |                                                          |                                                          |                                                          |                                                          |
|                                                          | Josy Barthel                                             | Minister van Economie, Middenstand, Toerisme, Transport en Energie                                         | DP                                                       |                                                          |                                                          |                                                          |                                                          |                                                          |
|                                                          | Emile Krieps                                             | Minister van Volksgezondheid, Milieu, Openbare Dienstverlening en het Leger                                | DP                                                       |                                                          |                                                          |                                                          |                                                          |                                                          |
|                                                          | Robert Krieps                                            | Minister van Onderwijs, Justitie en Cultuur                                                                | LSAP                                                     |                                                          |                                                          |                                                          |                                                          |                                                          |
|                                                          | Jean Hamilius                                            | Minister van Landbouw, Wijnbouw en Openbare Werken                                                         | DP                                                       |                                                          |                                                          |                                                          |                                                          |                                                          |
|                                                          | Jacques Poos                                             | Minister van Financiën                                                                                     | LSAP                                                     |                                                          |                                                          |                                                          |                                                          |                                                          |
|                                                          | Albert Berchem                                           | Staatssecretaris van Landbouw en Wijnbouw                                                                  | DP                                                       |                                                          |                                                          |                                                          |                                                          |                                                          |
|                                                          | Guy Linster                                              | Staatssecretaris van Onderwijs                                                                             | LSAP                                                     |                                                          |                                                          |                                                          |                                                          |                                                          |
|                                                          | Maurice Thoss                                            | Staatssecretaris van Arbeid, Sociale Verzekering, Familie, Sociale Woningbouw en Sociale Solidariteit      |                                                          |                                                          |                                                          |                                                          |                                                          |                                                          |